# Несмелов, Виктор Иванович
Ви́ктор Ива́нович Несме́лов (1 [13] января 1863 — 30 июня 1937) — русский философ

 и богослов, профессор Казанской духовной академии, ученик В. А. Снегирёва. Автор трудов по философской антропологии, открывших новое направление в религиозной философии и богословии.

## Биография
Родился 1 (13) января 1863 года в селе Вертуновка Саратовской губернии (ныне — в Бековском районе Пензенской области) в семье сельского священника. C детских лет был глубоко верующим человеком.
В 1883 году окончил Саратовскую духовную семинарию и поступил в Казанскую духовную академию, которую окончил в 1887 году. По завершении курса обучения причислен Советом академии к первому разряду выпускников и удостоен степени кандидата богословия. Ему было предоставлено право при соискании степени магистра богословия не делать нового научного исследования и не представлять нового сочинения, а только напечатать и защитить имеющееся курсовое сочинение по теме «Догматическое богословие св. Григория Нисского» в качестве магистерской диссертации. Защита магистерской диссертации состоялась 21 февраля 1888 года, а 24 июня 1888 года он был признан Советом академии достойным степени магистра богословия и утверждён в ней Святейшим Синодом с предоставлением права преподавать в семинарии; 30 октября 1888 года занял должность доцента академии.
В 1894 году женился на Любови Андреевне Ясницкой, дочери протоиерея грузинской церкви Казани Андрея Дмитриевича Ясницкого. Молодая семья довольно скоро стала многодетной: дочь Нина и четверо сыновей — Валентин, Иван, Владимир и Андрей.
В 1895 году прочитал публичную лекцию в Казанской городской думе на тему «Вопрос о смысле жизни в Новозаветном откровении», в которой содержались основные идеи его фундаментальной работы «Наука о человеке».
С 1898 года — профессор кафедры метафизики Казанской духовной академии. В 1913 году ему было присуждено звание заслуженного профессора Казанской духовной академии, в которой он преподавал до её закрытия в 1919 году. Безуспешно пытался устроиться на работу на кафедру психологии Казанского университета.
Революцию не принял, что привело к разрыву отношений со старшим сыном Валентином, ставшим чекистом и убитым толпой во время изъятия ценностей из храмов Раифского Богородицкого мужского монастыря под Казанью (имя его сына носит улица Несмелова в Казани).
В 1920-е годы на его квартире собирался кружок, состоявший из бывших преподавателей духовной академии.
В 1931 году он был арестован по делу о «контрреволюционной церковно-монархической организации»; обвинён в создании религиозной организации «Истинно-православная церковь». Особым совещанием коллегии ОГПУ осужден по статье 58.11; приговор — 3 года ссылки в Казахстан — не был приведён в исполнение в связи с тем, что его погибшему сыну Валентину посмертно было дано звание героя.
Умер от хронической пневмонии 30 июня 1937 года. Похоронен на Арском кладбище Казани, недалеко от могилы Н. И. Лобачевского.
Реабилитирован в 1990 году.

## Сочинения
- Догматическая система святого Григория Нисского Архивная копия от 29 ноября 2014 на Wayback Machine. — Казань, 1887.
- Вопрос о смысле жизни в учении новозаветного Откровения Архивная копия от 29 ноября 2014 на Wayback Machine // Православный собеседник. — Казань, 1895. — № 6—7.
- О цели образования // Православный собеседник. — Казань, 1898. — № 2.
- К вопросу о цели образования (ответ критику…) Архивная копия от 11 апреля 2021 на Wayback Machine // Православный собеседник. — Казань, 1900. — № 1.
- Наука о человеке, т. I, Опыт психологической истории и критики основных вопросов жизни.  Архивная копия от 29 ноября 2014 на Wayback Machine— Казань, 1905.
- Наука о человеке, т. II, Метафизика жизни и христианское откровение. Архивная копия от 29 ноября 2014 на Wayback Machine — Казань, 1905.
- Вера и знание с точки зрения гносеологии Архивная копия от 11 апреля 2021 на Wayback Machine. — Казань, 1913.

## Оценки творчества
Высокую оценку работе «Наука о человеке» дал русский философ Н. А. Бердяев:
Я хочу обратить внимание на одного замечательного, «светского» по своему складу религиозного мыслителя, но по внешнему своему положению принадлежащего к миру «духовному», который напоминает старых учителей Церкви и который подлинно служит раскрытию той истины, что дело Христово есть дело в высшем смысле разумное, а не безумное. Я говорю о В. Несмелове, авторе большого труда «Наука о человеке», скромном и малоизвестном профессоре Казанской Духовной Академии. Несмелов очень дерзновенный, глубокий и оригинальный мыслитель. Он продолжает по-новому дело восточного [мистического] богословия, с которым его соединяет чуждая западному богословию вера в божественность человеческой природы. В некоторых отношениях он интереснее Вл. Соловьева: у него нет такой широты и блеска, но есть глубина, цельность, оригинальность метода и живое чувство Христа. Это — одинокий, вдали от жизни стоящий мыслитель. Благородство и цельность его стиля поражают в нашу растрепанную и разбитую эпоху. В Несмелове пленяет его внутреннее спокойствие, органическое сознание правоты и величия своего дела, независимость от власти времени и мелочных его интересов и дуновений. В выдержанном стиле Несмелова чувствуется дух вневременности, обращение к вечности. В нём нет той надорванности и разорванности, которые чувствуются у людей, слишком погруженных в нашу эпоху, в её меняющиеся настроения, в её злобы дня. Несмелов целиком поглощен злобой вечности. Поэтому он не растерял своих духовных сил, собрал их для одного дела. Но эти же особенности Несмелова делают его чуждым людям нашего поколения. Трудно перебросить от него мост к современной мятущейся душе. Его совсем не знают и не ценят, его нужно открыть и приобщить к современности.
Протопресвитер Василий Зеньковский в своей фундаментальной работе «История русской философии» отметил значительные заслуги В. И. Несмелова в разработке антропологических проблем:
И если Несмелов не дал философии истории в полноте проблем историософии, то, поставив в центре истории тему спасения, он гораздо глубже заглянул в тайну истории, чем, напр., Соловьев в своих историософских построениях… В системе Несмелова есть немало «шлака» — тех отдельных отступлений по линиям психологизма, которые вообще так характерны для всякого экзистенциального построения, но все это тонет по своей незначительности в общем построении Несмелова. И в своем антропологизме он, в сущности, гораздо глубже продолжает линию, начатую Ф. А. Голубинским, чем, напр., В. Д. Кудрявцев.
Церковный историк и деятель русского зарубежья протоиерей Георгий Флоровский критиковал работы В. И. Несмелова за слабость теоретических построений, по мнению критика оторванных от исторической действительности:
Поражает у Несмелова нечувствие истории. Человек, о котором он говорит живёт не в истории, но наедине со своими тягучими мыслями. И когда Несмелову приходится говорить об исторических фактах, он больше о них рассуждает, чем изображает их. О Церкви он тоже говорит удивительно мало. О таинствах Несмелов говорит очень неточно, перетолковывает их психологистически (крещение, как некий «общий символический знак» вступления в состав исповедников и последователей Христа, и т. д.)…
Все в его построении слишком сдвинуто вперед, в будущее. Историческая реальность явно недооценивается. И недооценивается в такой решительной мере, что даже и не образуется никакого натяжения между настоящим и будущим, нет никакого становления. Ведь этот мир вообще должен упраздниться, он просто совсем не тот, который должен существовать. И пока этот мир ещё не упразднён, и новый мир ещё не воссоздан, человеческая судьба остается неразрешенной… Система Несмелова не удалась именно, как система. Вопросы подымаются в ней важные, но в какой-то очень неловкой постановке. И образ Христа остается бледным. Он точно заслонен рассудочною схемою Его дела. Проблем духовной жизни Несмелов почти не касается…

Его книга остается очень показательным памятником его эпохи, уже ищущей, но ещё слишком недоверчивой, чтобы найти. Очень чувствуется, что книга написана в тихом углу …

## Цитаты из работ
1. Живое мировоззрение каждого человека, на какой бы ступени умственного развития он не стоял, всегда и неизменно слагается из элементов трёх разных порядков: из эмпирических познаний о вещах и явлениях мира, из философских определений конечной идеи мира и из религиозных созерцаний законченной картины мира.
2. Человеческий интеллект… так организован, что по самой природе своей он непосредственно умеет и может рассматривать мир с двух совершенно различных точек зрения — с точки зрения времени и с точки зрения вечности.
3. В действительности нет и не может быть ни чисто научного, ни научно-философского мировоззрения, а есть и вечно будет только религиозное созерцание и религиозно-философское понимание мира.
4. Религиозная вера и научное знание на разные данные мышления и рассматривают мировое бытие с различных точек зрения, а потому, не переступая своих природных границ, они никогда и ни в чём не могут взаимно противоречить друг другу.
5. Конфликты веры и знания одинаково могут создаваться, и исторически они действительно одинаково создавались как вторжением религиозного мышления в эмпирическую область научных исследований, так и вторжением научного мышления в трансцендентную область религиозно-мистических созерцаний.
6. …Разрушительное вторжение научного мировоззрения в область религиозного миросозерцания, вслед за проблемой истины христианской религии, последовательно и неизбежно привело религиозное мышление и к постановке самой общей и основной проблемы этого мышления — проблемы религиозной веры, как реального познания трансцендентной действительности.
7. Вся сущность проблемы религиозной веры выражается вопросом о её познавательном значении: что именно представляет собою религиозная вера с точки зрения теоретического мышления? Есть ли она действительное познание трансцендентной реальности, или же она представляет собою, хотя психологически и совершенно естественное, но в познавательном отношении все-таки совершенно фиктивное построение человеческого воображения?
8. …Для действительного примирения веры и знания необходимо отыскать такой путь, на котором принципиально одинаково могли бы утверждаться и конечный идеал научного мышления — идеал всеведения, и познавательное значение религиозной веры, как действительного познания трансцендентной реальности…
9. Вера и знание имеют такие характерные особенности, которые ясно чувствуются каждым из нас, но точно формулировать и объяснить которые можно только путём гносеологического исследования.
10. Религиозная вера есть интуитивное понятие Божия бытия и Божия присутствия в мире, а религиозное верование есть логически выработанное из реальных данных человеческой природы, а также из свободного признания положительных данных общечеловеческого религиозного опыта и некоторых исключительных религиозных опытов людей, особо озарённых светом духовного разумения и чуткостью духовного восприятия, познания Божией природы и Божиих отношений к миру.